# Énora Villard
Pour les articles homonymes, voir Villard.
Énora Villard, née le 27 octobre 1993 à Aix-en-Provence, est une joueuse professionnelle de squash représentant la France. Elle atteint en février 2022 la 37e place mondiale sur le circuit international, son meilleur classement. Elle est championne d'Europe par équipes en 2019.

## Biographie
Après avoir été bachelière à quinze ans, elle est diplômée de Science Po Paris.
Elle fait partie de l'équipe de France féminine de squash qui en 2019 signe un exploit historique en battant l'équipe d'Angleterre en finale des championnats d'Europe par équipes, deuxième défaite des Anglaises en 42 années de compétition. En août 2019, elle s'impose face à la Belge Tinne Gilis, 27e mondiale aux championnats d'Europe, performance qu'elle renouvelle la semaine suivante à l'Open de France . Elle intègre pour la première fois le top 50 en juillet 2020.

## Palmarès

### Titres
- Championnats d'Europe par équipes : 2019

### Finales
- Championnats d'Europe : 2023
- Championnats de France : 4 finales (2022, 2023, 2024, 2025)
- Championnats d'Europe par équipes : 2018